# 建義県
建義県（けんぎ-けん）は、中華人民共和国山西省にかつて存在した県。現在の長治市襄垣県南部に相当する。
南北朝時代、北魏により設置され、北斉により廃止された。